# 퀴즈로 배웁시다
《퀴즈로 배웁시다》는 대한민국의 KBS에서 방영되었던 국민학생(現 초등학생) 대상 퀴즈 프로그램이다.

## 기획 의도
어린이들의 사고력과 논리력 개발에 도움이 되는 퀴즈 프로그램이다.

## 방송 시간
| 방송 채널 | 방송 기간                        | 방송 시간                             | 시간 분량(비고) |
| --------- | -------------------------------- | ------------------------------------- | --------------- |
| KBS 2TV   | 1981년 9월 7일 ~ 1985년 2월 22일 | 매주 월요일 ~ 금요일 늦은 오후 시간대 | 10~20분         |
| KBS 2TV   | 1994년 5월 2일 ~ 1995년 9월 1일  | 매주 월요일 ~ 금요일 늦은 오후 시간대 | 10~20분         |

## 역대 진행자
- 송영길 (1981년 9월 7일~ 1984년 10월)
- 김학래 (1984년 10월 ~ 1985년 2월)
- 송경옥 (1984년 10월 ~ 1985년 2월)
- 최양락 (1984년 10월 ~ 1985년 2월)
- 왕종근 (KBS부산 자체 방송 프로그램)
- 원종배 (1994년 ~ 1995년)
- 조건진 (1994년 ~ 1995년)
- 최승돈 (1994년 ~ 1995년)
- 장두희 (1994년 ~ 1995년)
- 오유경 (1994년 ~ 1995년)
- 박현영 (영어, 1994년 ~ 1995년 9월 1일)

## 같이 보기
- 퀴즈쇼